# Micropholcus fauroti
Micropholcus fauroti is een spinnensoort uit de familie trilspinnen (Pholcidae). De soort komt voor in de tropen en is ingevoerd in België. De soort is de typesoort van het geslacht Micropholcus.